# Nguyễn Đình Tuân
Nguyễn Đình Tuân (阮廷詢, 1867-1941; thường gọi là ông Nghè Sổ) người xã Trâu Lỗ, tổng Mai Đình, huyện Hiệp Hòa, phủ Lạng Giang, tỉnh Bắc Giang (nay thuộc làng Trâu Lỗ, xã Mai Đình, huyện Hiệp Hòa, Bắc Giang), đỗ Đình nguyên khoa thi năm Tân Sửu 1901 thời Nguyễn. 

## Tiểu sử
Thân sinh ra ông là cụ Nguyễn Đình Khiêm, một nhà nho nghèo, đỗ tú tài, đứng thứ hai khoa thi Hương năm Giáp Tý 1864. Cụ Khiêm là một bậc nho học uyên thâm ngạch trực, nhân hậu, liêm khiết.
Từ thuở thiếu thời đến khi trưởng thành rồi trí sĩ, cuộc đời Nguyễn Đình Tuân đều gắn bó với quê cha đất tổ làng Trâu Lỗ. Còn nơi chôn rau cắt rốn lại ở làng Thù Sơn có tên Nôm là làng Thùa, nay thuộc xã Hòa Sơn, huyện Hiệp Hòa. Cũng vì sinh ra ở làng Thùa nên cụ Tú Khiêm đã đặt tên con trai mình là Thùa với ý nguyện giữ mãi kỷ niệm nơi ông mở trường dạy học. Làng Trâu Lỗ có ba tên gọi từ xưa tới nay: làng Sổ, Trâu Lỗ và Ba Lỗ.
Thuở nhỏ, ông nổi tiếng là thông minh dĩnh ngộ và rất giỏi thơ. Năng khiếu bẩm sinh cùng sự kèm cặp nghiêm khắc theo khuôn phép đạo Khổng của người cha đã chắp cánh cho sự nghiệp văn chương của ông sớm hanh thông và thành đạt. Có thể nói, với 75 tuổi đời, ông đã ngót 70 tuổi thơ. Năm 6 tuổi học thuộc Tam Tự Kinh trong 18 ngày. Năm 16 tuổi thi Hạch phủ, đỗ thứ hai trong 96 người. Do vậy ông nổi tiếng thần đồng. Năm 18 tuổi ông đi dạy học, làm gia sư. 
Năm Đinh Dậu 1897, ông đi thi Hương đỗ Cử nhân, đạt điểm cao nhất trong số 10 người của xứ Kinh Bắc. Năm 35 tuổi ông đi thi Hội tại Kinh đô Huế. Khoa thi năm Tân Sửu (1901) cả nước có chín người đỗ Đệ tam giáp đồng Tiến sĩ xuất thân, ông đỗ đầu – Đình nguyên (nhà Nguyễn không lấy Trạng nguyên). Danh sách 9 người đỗ ghi trong Văn bia đề danh Tiến sĩ khoa Tân Sửu niên hiệu Thành Thái năm thứ 13 (1901) đặt trong khu Văn Khánh thuộc cố đô Huế. Cùng khoa thi có cụ Nguyễn Sinh Sắc, thân phụ của Chủ tịch Hồ Chí Minh cũng thi đỗ với học vị Phó bảng.
Theo lệ xưa, những tiến sĩ tân khoa, khi vào chơi vườn thượng uyển mỗi người được hái một bông hoa mà mình ưa thích. Ai hái bông nào, vua sẽ cho đánh bằng vàng to đúng bằng bông hoa thật để tặng cho vị đó. Hầu hết các vị tiến sĩ đều hái những bông hoa to: hồng, cúc đại đóa... Có vị còn hái cả hoa dâm bụt. Riêng Nguyễn Đình Tuân chỉ hái bông hoa mai. Điều đó đã nói lên cốt cách cao quý của ông, vì hoa mai là biểu tượng của các bậc quân tử.
Cuộc đời làm quan của ông Nghè Sổ cũng nhiều phen lên bổng xuống trầm và chủ yếu là làm học quan. Đỗ đạt vinh quy, ông không muốn đi vào nghiệp hoạn lộ. Mãi sau hai năm thi đỗ, tức năm 1903, ông mới chịu nhậm chức Tri huyện Việt Yên và nổi tiếng là một ông quan thanh liêm. Chưa đầy hai năm làm Tri huyện, ông xin cáo quan về nghỉ vì mâu thuẫn với viên Đại lý người Pháp (một chức quan dưới Công sứ, phụ trách một vùng vài phủ huyện). Một năm sau, ông lại nhận được chỉ đi nhậm chức Giáo thụ tỉnh Yên Bái. Sau đó lại được đổi về làm Đốc học tỉnh Ninh Bình, rồi Đốc học trường Quy Thức, Hà Nội. Do ông giao du, kết bạn với các nhân sĩ Đông Kinh Nghĩa Thục như Nguyễn Thượng Hiền, Đào Nguyên Phổ, Nguyễn Quyền, Ngô Đức Kế nên khi trường Đông Kinh Nghĩa Thục bị đàn áp thì trường Quy Thức cũng bị giải tán. Ông Nghè Sổ lại về làm Đốc học tỉnh Ninh Bình, sau đó đổi ra làm Đốc học tỉnh Hà Đông ngót 10 năm.
Từ khi làm giáo thụ tỉnh Yên Bái rồi làm Đốc học nhiều tỉnh trong nhiều năm liền, ông Nghè Sổ nổi tiếng là thầy hay chữ, có nhiều học trò đỗ đạt, đồng thời cũng nổi tiếng là người đức độ, vừa nghiêm khắc vừa khoan hòa, nhất là không kết thân với Pháp, không biết chiều theo ý quan trên (câu ghi trong gia phả), lúc nào cũng giữ vững nhân cách hanh cao của một nhà nho chân chính. Ông luôn cố gắng tận tâm cho sự nghiệp giáo dục đào tạo nhân tài, xứng đáng với vị trí của một người thầy mẫu mực.
Thời gian làm Đốc học Hà Đông ông bị cái vạ thủ bò - thủ bò chi họa. Năm 1910 gặp kỳ thu tế Đức Khổng Tử, nhận được giấy sức của Bộ Lễ, Nguyễn Đình Tuân thông sức cho văn hội của mình đến tế tại Văn Miếu. Tế xong, hội bàn chia phần, có người nêu ý kiến đặt cái đầu bò thui lên hương án sơn son thiếp vàng, rồi che lọng khiêng đến biếu quan Tổng đốc gọi là lộc thánh. Cụ Tuân nghe theo, viên Tổng đốc nhận lễ rất hài lòng. Nhưng sau đó vài ngày ở cổng trường học của Nguyễn Đình Tuân xuất hiện một bài thơ Vịnh thủ bò ghi rõ nhờ gửi đến quan Tổng đốc. Nội dung bài thơ: Ơn nhờ cha mẹ được làm to, Văn chương chữ nghĩa dốt như bò, Thôi thôi thu xếp về đi chứ, Ở lại làm chi chúng chửi cho. Bài thơ lan truyền nhanh đến tai Tổng đốc, viên Tổng đốc cay cú lắm chờ dịp trả thù. Đầu năm sau nhân kỳ thăng thưởng, Thống đốc vui vẻ báo tin cho Nguyễn Đình Tuân: Phủ Thống sứ đặc cách cử quan lớn lên làm Án sát tỉnh Cao Bằng. Lên Cao Bằng được 3 tháng, ngán ngẩm về thói đời nhỏ nhen và để tránh hậu họa ông đã cáo bệnh từ quan về làng dạy học và bốc thuốc.
Sau một thời gian cáo quan về quê bốc thuốc, dạy học ông lại nhận được chỉ đi làm Án sát tỉnh Bắc Ninh. Ở Bắc Ninh được thời gian ngắn, ông lại bị đổi lên làm Án sát tỉnh Thái Nguyên, sau đó kiêm chức Tuần phủ Thái Nguyên cho đến ngày về hưu.
Tháng 2 năm 1384, vua Trần Phế Đế mở khoa thi Thái học sinh ở chùa Vạn Phúc, núi Tiên Du, Bắc Ninh, Đoàn Xuân Lôi người làng Sổ đã đỗ đầu trong số 30 Tiến sĩ. Ở đồng bằng Bắc Bộ hiếm có làng có hai người đỗ đầu trong hai kỳ thi thời phong kiến.

## Văn chương
Đương thời ông sáng tác nhiều thơ văn, soạn nhiều văn bia, câu đối cho các địa phương nơi mình cư quan nhậm chức nhưng đến nay bị thất lạc nhiều. Di văn của ông, còn lại đến nay tại trên các di tích nơi ông từng qua thăm viếng. Thơ ông chủ yếu là những bài mừng tặng, thăm hỏi thân nhân bằng hữu, ca tụng cảnh trí thiên nhiên mỹ lệ.
Tác phẩm đồ sộ nhất ông để lại cho hậu thế là bộ sử mang tên Đại Việt quốc sử cải lương bao gồm 765 trang chữ Hán chia thành hai quyển, ghi lại lịch sử nước nhà từ thời Hồng Bàng đến đầu thế kỷ 20, được viết trong thời kỳ ông làm Đốc học Hà Đông (1911 - 1919). Sách chưa được xuất bản bằng tiếng Việt. Các học giả đánh giá cao về giá trị của một bộ sử được biên soạn cuối cùng dưới thời phong kiến. Bộ sách này hiện được bảo quản tại Thư viện Viện nghiên cứu Hán Nôm mang ký hiệu A1146/1 và A1146/2.
Một tác phẩm nổi tiếng khác của Nguyễn Đình Tuân là bài Văn sách thi Đình , nội dung trả lời vua về việc cai trị thiên hạ, đưa ra nhiều kế sách cho các bậc đế vương trị nước và cũng đề cập đến nhiều lĩnh vực của xã hội đương thời. Lời đối sách khá dài, đề cập đến nhiều lĩnh vực của xã hội, sau đây là một vài trích đoạn:
Dám thưa! Kẻ bề tôi từng nghe dùng hình phạt với dân và vẫn ẩn chứa điều thiện, dùng văn trị lại thuận theo thời thế để thi hành cho phù hợp là cách cai trị của các bậc thánh vương đời trước. Trộm nghĩ, bậc thánh vương phải tùy thời mà trị dân, nhưng cũng chỉ có hai vấn đề cốt yếu là dùng Hình luật và Giáo hóa. Ôi! cái nghĩa của chữ tùy thời lớn lao làm sao. Các bậc thánh vương nhân thời thế, thời cuộc mà định ra chính sách. Thiên hạ không công bằng thì lấy Hình luật mà làm cho cân bằng khoảng cách thấp cao. Phong tục chưa tốt thì giáo hóa để ngày thêm thuần hậu. Phàm xem xét việc định ra kế trị nước và thi hành đạo trị nước, tất yếu phải biết tùy nghi, khéo léo ứng xử theo thời thế. Xét về kinh điển, có câu rằng: Phải quan sát tình hình dân chúng mà thiết định phương pháp giáo hóa. Về cách thức làm người trị nước, sách truyện có câu: Lãnh đạo dân chúng, phải công bằng về pháp luật. Trong việc giáo hóa dân chúng, phải xem xét thiên hạ, biết được sự đổi thay của xã hội, từ đó hiểu được đời sống của dân chúng rồi đặt ra sự giáo hóa... Làm được như vậy thì dân chúng sẽ nghiêm cẩn mà có lòng tin, pháp luật sẽ bồi bổ cho việc trị nước. Làm chính sự mà lấy đạo để thi hành, bình đẳng về pháp luật thì dân chúng tránh được tội lỗi mà hiểu rõ được lễ nghĩa, liêm sỉ...
Hình luật là để đất nước bình yên... việc hưng thịnh hay rối loạn của đất nước đều ở tay người cầm quyền. Hình luật có chỗ khác nhau, quyền là do tình thế mà giữ cho cân. Nước tràn, lửa cháy có cách xử lý của nó. Cho nên dùng đức để cai trị, không câu nệ, không thiên lệch, thì cái đẹp của đức ấy tự làm cho xã hội không sinh ra cái tệ bè đảng...
Dựng nhà học, lại mời các danh nho đến dạy, thì dù không có phép tắc thời Tam đại, người ta vẫn kéo đến học một cách đông đảo, nhàn nhã. Thành tựu của sự học là đáng quý lắm. Sở dĩ đạo trị nước cần đề cao sự học cũng bởi nó làm cái gốc của thiên hạ thái bình vậy...

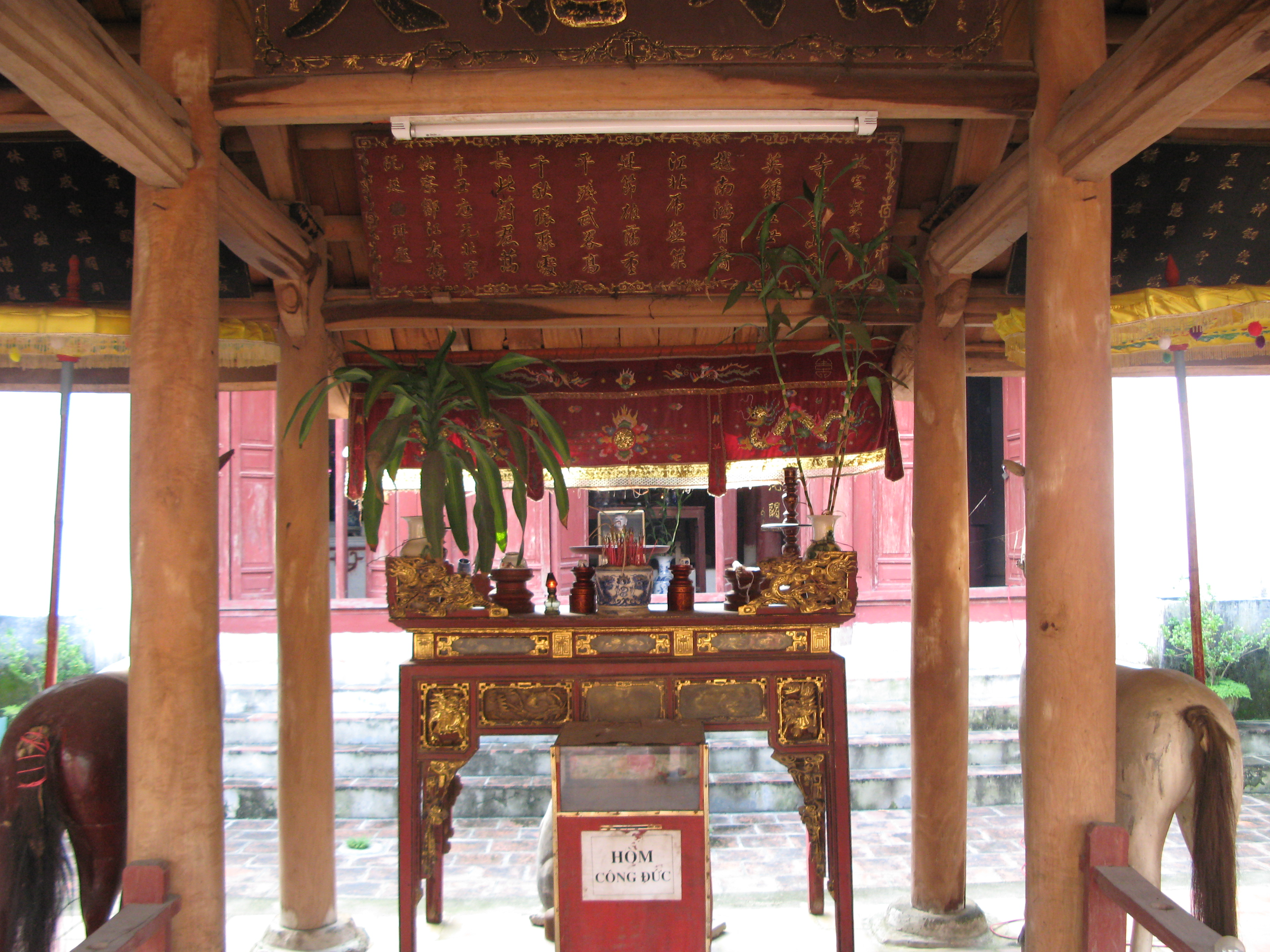
Bài "Tự cổ danh sơn tú" treo trên Bàn thờ của Đền Ia

Khải Định Quý Hợi hạ (1923) Nguyễn Đình Tuân có làm bài thơ Tự cổ danh sơn tú ghi trên bức hoành phi treo ở Đền IA, huyện Hiệp Hòa, ca ngợi công đức của Thánh Hùng Linh Công được thờ trong Đền. Phiên âm nội dung bài thơ: Tự cổ danh sơn tú, Anh chung cái thế hào, Việt Nam hồng hữu duệ, Giang Bắc nhạn vô sào, Kiến tiết hùng đãng trọng, Bình tàn vũ lược cao, Thiên thu hoàn tụ xứ, Trường thử úy quần cao. Dưới bài thơ ông tự ghi danh: Tân Sửu Đình nguyên Bắc Ninh Án sát Trâu giang Hữu mai Nguyễn Đình Nguyên bái đề. Dịch thơ :
Chùa cổ tô núi thắm
Danh thơm rạng công hầu
Việt Nam hồng đắp tổ
Giang Bắc nhạn về đâu
Dựng nước ngời văn hiến
Diệt thù tỏ tài cao
Ngàn năm miền hội tụ
Vạn thuở nghiệp anh hào
Làng Sổ có Đền Sổ  được nhà nước cấp bằng Di tích kiến trúc nghệ thuật từ năm 1964, năm 1674 triều đại Lê Gia Tông đã có sắc phong cho ngôi đền. Trong đền trên cửa cung cấm, trước hậu cung treo bức đại tự do Nguyễn Đình Tuân cung tiến vào năm 1923 đề 4 chữ Hán Hệ xuất thần minh (nghĩa là các thế hệ nối tiếp noi gương sáng của thần) để ca ngợi công lao và khí tiết của Đức Thánh Tam giang - Trương Hống, Trương Hát.

## Thành lập xã Tân Cương nôi của chè Thái
Trước kia Tân Cương là một vùng rừng núi hoang vu. Năm 1919 có 11 lính chào mào giải ngũ, phần lớn là người gốc Nam Định, Thái Bình nhưng không có ruộng đất, không có điều kiện về quê sinh sống nên được Pháp cho vào ở vùng Tân Cương khai khẩn kiếm kế sinh nhai.
Rồi một số người dân, trong đó có cả một số nhà nho bị nạn cường hào truy bức hoặc dính dáng tới cuộc khởi nghĩa chống Pháp của Nguyễn Thiện Thuật không thể sống ở quê vùng xuôi, đã trốn tránh phiêu bạt lên vùng này và vào vùng Tân Cương dựng lán làm nhà. Năm 1921, vùng Tân Cương đã có vài chục nóc nhà trong đó có những ông đồ như cụ đồ Hai, cụ đồ Nhĩ. Là những nhà nho nên các cụ được ông Nghè kết bạn mặc dù danh phận, ông Nghè Tuân là Tuần Vũ, chức quan đứng đầu một tỉnh. Ngày nay, con cháu cụ đồ Nhĩ nhớ lại rằng lúc nhỏ tuổi đã thấy ông Nghè về chơi với cụ đồ và nhiều lần cho lính về rước mấy cụ ở Tân Cương lên dinh Tuần phủ uống rượu đánh cờ.
Do không muốn bị phụ thuộc và cũng do khoảng cách khá xa với các xã lân cận nên dân Tân Cương xin với ông Nghè cho lập ra một xã riêng, cũng có nghĩa là lập ra một đơn vị hành chính mới. Ông Nghè chuẩn y, cho tiến hành các thủ tục thành lập xã mới và ông đặt tên xã là Tân Cương. Sau khi xã được thành lập, nhân dân Tân Cương mời ông Nghè Sổ về cắm hướng đình. Ngày 10-2 năm Nhâm Tuất 1922, ông Nghè về cắm hướng đình và đình được chính thức khởi công xây dựng, hơn một năm sau thì xong và ông Nghè Sổ được dân suy tôn và thờ làm Thành hoàng sống. Ngày khánh thành đình, ông Nghè không về được nhưng cho lính khiêng hoành phi câu đối về tặng. Điều đáng ngạc nhiên là cách nay bảy tám chục năm mà hoành phi câu đối của ông Nghè tặng cho đình Tân Cương có nội dung rất mới.
Do đình bị phá năm 1947 khi Pháp nhảy dù tấn công Việt Bắc, nên bức hoành phi câu đối khảm xà cừ treo giữa đình không còn nữa, nhưng ngày nay các cụ già ở Tân Cương còn nhớ rất rõ nội dung. Tấm hoành phi đặt giữa đình có ba chữ Đại thắng lợi và đôi câu đối hai bên viết bằng chữ Nôm: Thái Nguyên giàu đẹp muôn muôn thuở, Tân Cương cường thịnh vạn vạn niên. Điều đáng khâm phục là nội dung câu đối này ngày nay vẫn rất phù hợp.
Lễ tế đình, tức là Thành hoàng mà Thành hoàng còn sống cũng rất đặc biệt. Trên bàn thờ Thành hoàng có đủ ngai thờ, bài vị và ảnh phóng đại của ông Nghè Sổ mặc dù ông còn sống, và khi tế xong thì đem phần tế lên dinh Tuần phủ biếu ông Nghè. Mấy năm sau, ông Nghè hưu trí về sống ở quê, hàng năm xã Tân Cương vẫn cử người đi chúc Tết và đem phần tế đến quê ông Nghè. Huyện Hiệp Hòa có hai danh nhân được dân dựng Đình và Đền thờ cúng lúc còn sống, đó là Nguyễn Đình Tuân và Hùng Linh Công sống ở đời Hùng Vương thứ 6, thật là một sự việc hiếm có.

## Chè Tân Cương, Thái Nguyên
Theo kể lại thì vùng Tân Cương ngày ấy đồi núi mênh mang, hoang vu rậm rạp, đêm đêm nghe tiến nai tác hổ gầm, rồi chuyện hổ về bắt trâu, bắt lợn xảy ra như cơm bữa. Đây là vùng bán sơn địa, mà sơn nhiều địa ít, dân khai phá nương rẫy, gieo lúa trồng khoai vất vả mà làm nhiều ăn ít, thu nhập chẳng là bao, lắm khi mấy tháng liền không nhìn thấy hạt gạo, chỉ ăn toàn khoai toàn sắn.
Thấy vậy, ông Nghè Sổ có sáng kiến và bàn với dân Tân Cương là đem giống chè về trồng để dân có thêm thu nhập. Theo chỉ dẫn và có phần chu cấp của ông Nghè, cụ Vũ Văn Hiệt là tiên chỉ đầu tiên của xã Tân Cương cùng một số trai tráng và mấy người lính của ông Nghè phái đi, lặn lội lên Phú Thọ để xin giống chè về. Sau nhiều chuyến đi như thế, cây chè Tân Cương cứ nhân ra mãi. Trong tự truyện của ông Nghè có kể là lúc đi nhậm chức Giáo thụ tỉnh Yên Bái có qua thăm và nghỉ nhà ông Cử Đoàn ở Phú Thọ, vốn là bạn đồng khoa thi Hương. Vì thế mà ông Nghè biết giá trị kinh tế của cây chè nên đã cử người Tân Cương tới gặp bạn để xin giống chè. Nhưng cây chè từ Phú Thọ đem về Tân Cương thì chất lượng khác hẳn, có hương vị riêng không nơi nào có được. Chính là điều kiện khí hậu và thổ nhưỡng thích hợp tạo nên hương vị thơm ngon đặc biệt của cây chè Tân Cương. Năm 1925, Tân Cương đã được thu hoạch chè và lúc đầu còn gọi là chè Bạch Hạc, có lẽ do lấy cây giống từ vùng Bạch Hạc, tỉnh Phú Thọ.
Đối với xã Tân Cương, ông Nghè Sổ không chỉ là người khai lập xã, cắm hướng đình và được thờ làm Thành hoàng mà còn có thể coi là vị tổ nghề đối với cây chè Tân Cương nổi tiếng.
Xưa nay có câu Chè Thái, gái Tuyên, tức là chè Thái Nguyên ngon nổi tiếng, con gái Tuyên Quang rất xinh đẹp. Nói đến chè Thái Nguyên là phải nói đến chè Tân Cương. Hiện nay vùng chè Tân Cương không chỉ bó hẹp trong xã Tân Cương, mà là cả mênh mông nhấp nhô vườn chè của 5 xã chung quanh (Tân Cương, Tân Thịnh, Thịnh Đán, Phúc Trìu, Phúc Xuân). Vùng chè Tân Cương nằm ở lưu vực sông Công, dưới chân Tam Đảo, được trời ban cho chất đất và ánh sáng quý giá phù hợp với loại chè ngon ngang ngửa với chè Sri Lanka, Ấn Độ, Trung Quốc. Hiện nay vùng này đã xây dựng Nhà máy Chè Tân Cương, ra mắt khách hàng rất nhiều sản phẩm mang nhãn hiệu Tân Cương - Hoàng Bình, chủ yếu là chè đen, chè xanh cao cấp dùng làm quà biếu như Lan Đình trà, Tri Âm trà, Trúc Lâm trà, Queenli trà, giá bán từ 12.000 đến 320.000 đồng /hộp và một số loại khác như chè túi lọc ướp hương nhài, hương sen phục vụ văn phòng hội họp, chè vu quy dùng trong cưới hỏi, chè dùng cho lễ hội, chùa chiền. Chè Tân Cương đã xuất khẩu sang nhiều nước trên thế giới. Tân Cương cách trung tâm thành phố Thái Nguyên 13 km về phía Tây.

## Hậu duệ
Trong số hậu duệ ông Nghè có ông Nguyễn Tái Chương, cán bộ tiền khởi nghĩa, đỗ Cử nhân, nhà giáo lão thành là con trai duy nhất của ông Nghè; ông Ngô Duy Phương, cán bộ lão thành cách mạng, những năm 1960 đã làm Chủ tịch Ủy ban nhân dân tỉnh Bắc Giang, là con rể út của ông Nghè; bà Nghiêm Chưởng Châu, nguyên Phó Chủ tịch Ủy ban nhân dân thành phố Hà Nội, nguyên Thứ trưởng thường trực Bộ Giáo dục, là cháu ngoại ông Nghè và nhiều người là trí thức, cán bộ trung cao cấp phần đông đang sống và công tác ở Hà Nội.
Cháu nội của cụ Nghè Sổ: Nguyễn Thái Lai làm Thứ trưởng Bộ Tài nguyên Môi trường, kiêm giữ chức Phó Chủ tịch Thường trực Ủy ban sông Mê Công Việt Nam do Thủ tướng Chính phủ ban hành.